# Principio de Hanlon
El principio de Hanlon, también conocido como la navaja de Hanlon es un principio o regla empírica que establece: «Nunca atribuyas a la maldad lo que se explica adecuadamente por la estupidez». Este principio sugiere que, en lugar de asumir intenciones maliciosas detrás de las acciones o errores de una persona, es más razonable considerar que estas acciones podrían ser el resultado de la ignorancia, la falta de comprensión o un error. Es un llamado a dar el beneficio de la duda y no apresurarse a interpretar las acciones de otros de manera negativa sin pruebas claras. Conocido en varias otras formas, es una navaja filosófica que sugiere una forma de eliminar explicaciones poco probables para el comportamiento humano. Probablemente lleva el nombre de Robert J. Hanlon, quien envió la declaración a un libro de bromas. Se han registrado declaraciones similares desde al menos el siglo XVIII.

## Origen
Inspirada en la navaja de Occam, la navaja de Hanlon se conoció como tal en 1990 por el Jargon File, un glosario de jerga de programadores informáticos, aunque la frase en sí había sido de uso generalizado años antes.  Más tarde ese mismo año, los editores de Jargon File notaron falta de conocimiento sobre la derivación del término y la existencia de un epigrama similar de William James.  En 1996, la entrada Jargon File sobre la navaja de Hanlon señaló la existencia de una cita similar en la novela de Robert A. Heinlein Logic of Empire (1941), con la especulación de que la navaja de Hanlon podría ser una corrupción de "la navaja de Heinlein"; el personaje "Doc" en la historia de Heinlein describió la falacia de la "teoría del diablo", explicando:

"Has atribuido condiciones a la villanía que simplemente resultan de la estupidez".

En 2001, Quentin Stafford-Fraser publicó dos entradas de blog citando correos electrónicos de Joseph E. Bigler explicando que la cita provenía originalmente de Robert J. Hanlon de Scranton, Pensilvania, como una presentación (acreditada en forma impresa) para una compilación de varios chistes relacionados con la ley de Murphy que se publicaron en Murphy's Law Book Two, More Reasons Why Things Go Wrong!, de Arthur Bloch (1980). Posteriormente, en 2002, la entrada del Jargon File señaló lo mismo.

## Otras variaciones de la idea
Las atribuciones anteriores a la idea del error humano sobre la maldad se remontan al menos al siglo XVIII. Es posible rastrear la idea hasta Denis Diderot en su libro Pensamientos Filosóficos de 1746. En el pensamiento XXIX el autor dice:

Condenar a un hombre por malos razonamientos es olvidar que es un imbécil para tratarle como a un malvado.

En el libro de Johann Wolfgang von Goethe llamado Las cuitas del joven Werther (1774), se lee:

Los malentendidos y la negligencia crean más confusión en el mundo que el engaño y la maldad. En todo caso, estos dos últimos son mucho menos frecuentes.

Una expresión alternativa de la idea proviene de Jane West, en su novela de 1812 The Loyalists: An Historical Novel:

No atribuyamos a la malicia y la crueldad lo que se puede referir a motivos menos criminales.

Una cita similar también se atribuye erróneamente a Napoleón.
Andrew Roberts, en su biografía de Winston Churchill, cita la correspondencia de Churchill con el rey Jorge VI en febrero de 1943 con respecto a los desacuerdos con Charles De Gaulle:

"Su insolencia ... puede basarse en la estupidez más que en la malicia".

## Análisis

### Un caso especial de la navaja de Ockham

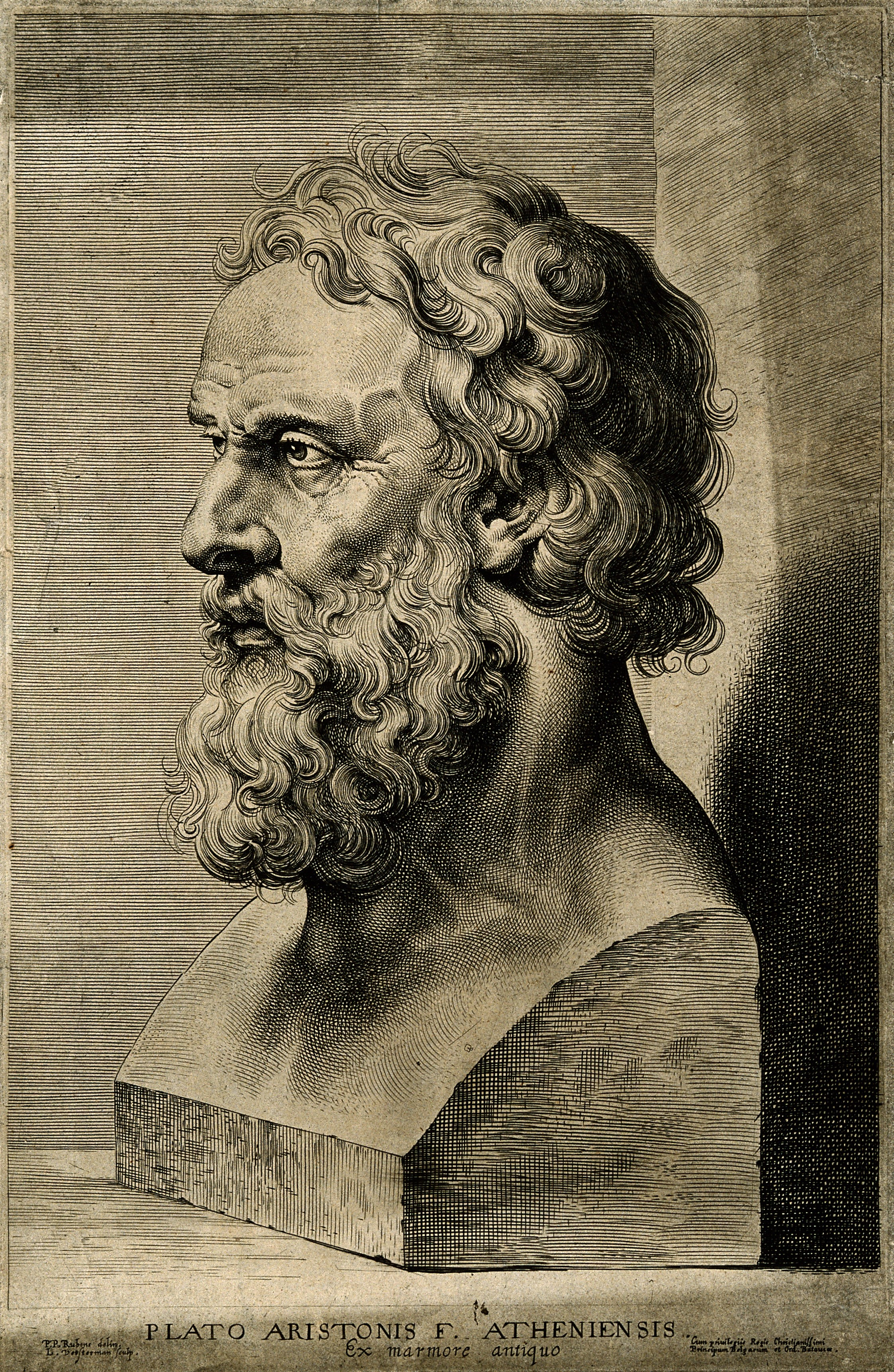
Busto de Platón. Según Karl Popper, "sólo después de reconocer la pluralidad de lo que hay en el mundo podemos usar seriamente la navaja de Ockham. Invirtiendo una hermosa frase de Quine: "solo si la barba de Platón es lo suficientemente dura y está enredada con muchas entidades, vale la pena usar la navaja de Ockham.".

El término "navaja" designa en filosofía una regla heurística que permite "afeitar" las hipótesis. Se refiere a la navaja de Ockham, una petición de simplicidad a menudo redactada de la siguiente manera: "No multipliques entidades más allá de lo necesario (Entia non sunt multiplicanda præter necessitatem). El principio toma su nombre de Guillermo de Ockham, un lógico de la Edad Media, aunque su formulación no se encuentra en sus obra.
Se supone que la navaja de Ockham, para algunos autores, expresa un principio metafísico de simplicidad, según el cual nada en la naturaleza es superfluo, siendo los hechos mismos simples y mejor explicados por las hipótesis más simples posibles.Este es el significado de las primeras apariciones de la expresión en francés, en el siglo XVIII, especialmente en Pierre Bayle, quien evoca en 1720, en relación con la disputa de los universales, la "navaja de afeitar nominal", según el cual "la naturaleza nada hace en vano (natura nihil frustra fecit) y es en vano emplear varias causas para un efecto que un número menor de causas puede producir tan convenientemente."  Otro análisis de la navaja de Ockham consiste en considerar que sólo tiene un alcance metodológico, al invitarnos a no multiplicar hipótesis innecesariamente, en el sentido en que el propio Ockham escribe: "En vano se hace con muchos lo que se puede hacer con pocos.". A la primera interpretación se le ha llamado principio de parsimonia o simplicidad semántica, y a la segunda principio de elegancia o simplicidad sintáctica.

### El problema del mal

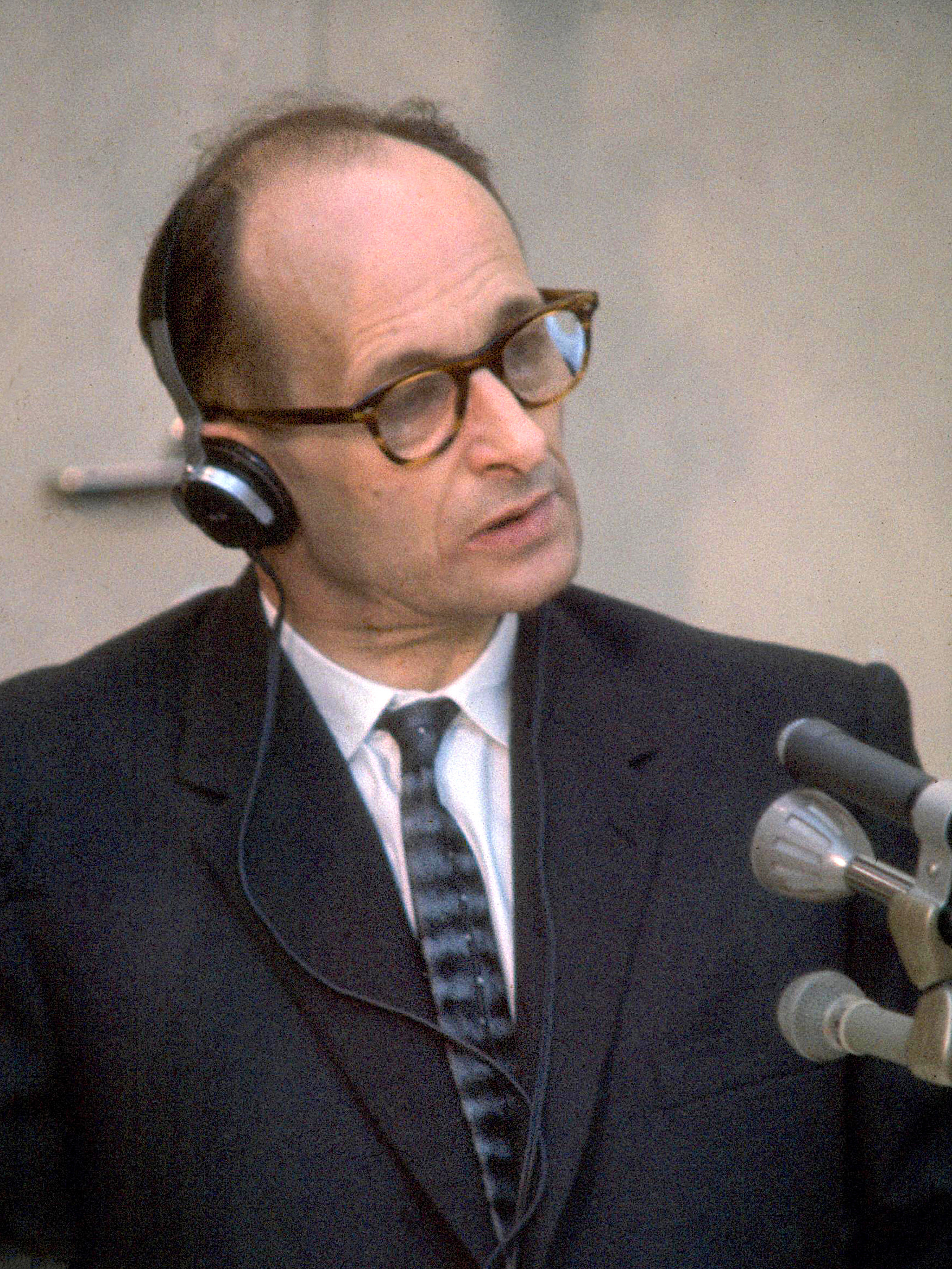
Adolf Eichmann durante su juicio en Jerusalén en 1961. Para Hannah Arendt, "Eichmann no fue ni un Yago ni un Macbeth; y nunca se le habría ocurrido, como a Ricardo III, hacer el mal por principio".

Del mismo modo, el problema del mal tratado con la navaja de Hanlon, del que varios autores subrayan la conexión con el de Ockham, se presta a dos análisis, en el plano ontológico o en el plano metodológico.
Varios autores creen que la navaja de Hanlon procede de un principio de elegancia: se trataría simplemente de no recurrir a hipótesis inútiles, mezclándose a menudo este enfoque con una invocación del principio de parsimonia, presentándose también dichas hipótesis reputadas como inútiles o como innecesariamente complicadas. Este es particularmente el caso del uso de la navaja de Hanlon para descartar teorías de conspiración.
Otros autores creen que se debe privilegiar la hipótesis de la estupidez sobre la de la malevolencia, porque es más simple, es decir, más radical. Para la filósofa estadounidense Ayn Rand "la causa del mal es la estupidez, no la malevolencia ". Carlo Cipolla cita sobre este tema la frase del Eclesiastés "el número de los tontos es infinito" (Stultorum infinitus est numerus), que también se encuentra idénticamente en el Protágoras de Platón, atribuido a SimónidesRoland Barthes, por su parte, dice que "lo primero que me viene a la mente es estupidez"  y Gilles Deleuze, que "la estupidez (no el error) constituye la mayor impotencia del pensamiento, pero también la fuente de lo que lo obliga a pensar".
Un ejemplo extremo del vínculo entre estupidez, irreflexión y malignidad es el de Adolf Eichmann, sobre quien Hannah Arendt se plantea la cuestión de si fue "un caso modelo de estupidez extrema"  y desarrolla para responder a ello el concepto de la  banalidad del mal. Ella nota que él "Siempre decía lo mismo con las mismas palabras. Cuanto más lo escuchábamos, más nos dábamos cuenta de que su incapacidad para expresarse estaba íntimamente ligada a su incapacidad para pensar, en particular para pensar desde el punto de vista de los demás.". Para Arendt, Eichmann "nunca se dio cuenta de lo que estaba haciendo"; el "no era estúpido, estaba inconsciente, lo cual no es lo mismo". Más tarde agrega: "Eichmann era bastante inteligente, pero compartía esta estupidez.  Se trata simplemente de la negativa a representar lo que es realmente el otro.". Uno de los aspectos de la "estupidez repugnante" de Eichmann, "obediencia ciega" u  "obediencia de cadáver"(Kadavergehorsam), como él mismo dijo, ha sido objeto de una verificación experimental conocida como experimento de Milgram.
Como apunta Umberto Eco, la estupidez es consustancial a las redes sociales. En Good Faith Collaboration, Joseph Reagle analiza la presunción de buena fe como una regla de comportamiento análoga a la navaja de Hanlon y destinada a "contribuir a posicionar las expectativas sociales" en los colaboradores de  Wikipedia. Según Dariusz Jemielniak, esta es "una de las reglas de comportamiento más importantes del proyecto", que el autor relaciona con la regla que recomienda "no muerdas a los novatos", porque "los nuevos colaboradores a menudo cometen errores tontos y no escriben artículos que se ajusten a los estándares que no conocen". La analogía subrayada por Joseph Reagle no significa, sin embargo, que la presunción de buena fe proceda únicamente de un análisis lógico o que la navaja de Hanlon sea la única explicación de esta regla de comportamiento. Paul de Laat, basándose en el análisis de Victoria McGeer de "esperanza sustancial como un estado de ánimo" y de "confianza sustancial", lo ve más como una petición de confianza, un principio de elegancia basado en la esperanza de que la confianza en los demás provoque contribuciones enciclopédicas Pierre Willaime y Alexandre Hocquet, por el contrario, ven en ella un principio de parsimonia, una "concepción del conocimiento por testimonio cercana al principio de veracidad de Thomas Reid, según el cual estamos naturalmente inclinados a decir la verdad".
El hecho de que la navaja de Hanlon no evalúe la causa del daño da lugar a una formulación alternativa: "Nunca atribuyas a la malevolencia lo que la estupidez es suficiente para explicar, pero no excluyas la malevolencia." "Nunca atribuyas a la malicia lo que se explica adecuadamente por la estupidez... pero no descartes la malicia". La formulación prudente, para no excluir la malevolencia, se analiza como el hecho de que la navaja de Hanlon se aplica a situaciones de razonamiento revisable, donde es recomendable aplicar una lógica no monótona.

### La noción de estupidez
La dimensión aforística de la formulación concisa escogida por Hanlon plantea un problema: el de comprender el significado que le da a la noción de estupidez, siendo esta última identificada sólo a partir de sus efectos, en el sentido en que Robert Musil evoca el "criterio central de la psiquiatría, que, según él, define la estupidez como un comportamiento que no lleva a cabo una acción para cuyo éxito se cumplen todas las condiciones independientes de la persona que actúa".

#### Tipología de agentes según el resultado de su interacción con los pacientes segúnCipolla[63]
|                       | Pérdida de agente         | Ganancia del agente      |
| --------------------- | ------------------------- | ------------------------ |
| Ganancia del paciente | Desesperanzado (Helpless) | Inteligente (Intelligent |
| Pérdida del paciente  | Bestia (Stupid)           | Malicioso (Bandit)       |

La tabla adyacente muestra tal caracterización de la estupidez solo por sus resultados en la tercera ley de la estupidez de Carlo Cipolla, que, postulando que una persona estúpida es una persona que causa una pérdida a otra persona o grupo de personas sin obtener una ganancia de ello, o incluso derivar una pérdida de ella, opone la estupidez a la malevolencia, por ejemplo la del "bandido" que, en el caso "Perfecto" , causa a su víctima una pérdida igual a su propia ganancia. Cipolla deriva de ella la quinta de sus Leyes Fundamentales de la Estupidez: "La bestia es el tipo de persona más peligroso"; con el corolario: "Una bestia es más peligrosa que un bandido.".
Sin embargo, la navaja de Hanlon no aclara el estado de la disyunción entre la estupidez y la malevolencia. Esta disyunción no es necesariamente inclusiva, en el sentido de que como señala Avital Ronell, la estupidez no es "el signo como tal de una falta moral", aunque a menudo se asocia con intenciones maliciosas. Como comenta René Major, ella tiene, según Ronell, "un efecto de malignidad [y] exige juicio o ética ". Que sea una explicación más sencilla que la malevolencia, por parsimonia o por elegancia, no implica, sin embargo, que la excluya. Jean-Luc Nancy señala que la estupidez y la maldad a menudo van de la mano y cree que hay "una cercanía inquietante y amenazante", que explica a partir de un análisis de la noción de violencia: "la violencia es profundamente estúpida. Pero estúpida en el sentido más fuerte, más grueso, menos reparable. No la estupidez de la falta de inteligencia, sino mucho peor, la estupidez de la ausencia de pensamiento, y de una ausencia deseada, calculada por su tensa inteligencia. " 
Esta imprecisión ha llevado a algunos autores a favorecer formulaciones alternativas, donde la estupidez es sustituida por la incompetencia. Tras la publicación del Principio de Peter, varios autores se interesaron por la distinción entre la estupidez individual y la incompetencia organizativa. Mats Alvesson y Andre Spicer intentaron aclarar la noción de estupidez en el contexto de la teoría de la organización. Según estos autores, la estupidez no puede reducirse a “conducta patológica o irracional o disfuncional” (“pathology, irrationality or dysfunctional thinking”)”), ni siquiera a “deficiencia mental”; puede ser ignorancia, o una incapacidad para movilizar el conocimiento, o una negativa a cuestionar un prejuicio. Este enfoque les lleva a utilizar la de "estupidez funcional", caracterizada por tres deficiencias de la "habilidad cognitiva": la de reflexividad , lo que se traduce en una negativa o incapacidad para cuestionar prejuicios o normas y tomar las rutinas organizacionales como intangibles; la falta de justificación , lo que lleva a la creencia de que uno no tiene que dar cuenta de sus acciones o es incapaz de hacerlo; y la de razonamiento sustancial , lo que se traduce en una concentración de los recursos cognitivos en un número reducido de objetivos, en detrimento de una apreciación más amplia y sustancial de la situación Sin embargo, el concepto de estupidez funcional ha sido criticado como una palabra de moda.
En el plano filosófico, las cuestiones que plantea la navaja de Hanlon sobre la articulación entre las nociones de estupidez, incompetencia y malevolencia se abordan en el marco de la epistemología de las virtudes. Kevin Mulligan y Pascal Engel definen la estupidez como "defecto cognitivo"  o como "vicio epistémico". Pascal Engel, basándose en la distinción de Ernest Sosa entre competencia y desempeño y la de Robert Musil entre estupidez ingenua y estupidez superior, señala que “la propiedad de ser estúpido parece designar, en muchos casos, una cierta falta de competencia o de las disposiciones o capacidades innatas necesarias para el conocimiento, y por tanto un defecto del que el agente no es responsable. La estupidez, por otro lado, es una falla en algún tipo de desempeño, una incapacidad para ejercitar la habilidad cognitiva de uno. En muchos casos, esta incapacidad está, al menos parcialmente, bajo el control del agente, no en el sentido de una acción voluntaria, sino porque ilustra alguna forma de vanidad o fatuidad, de la que es responsable. [...] Este rasgo plantea el viejo problema de la relación entre las virtudes intelectuales y las virtudes morales: ¿en qué medida la estupidez es el resultado de la deficiencia intelectual o de la deficiencia moral?" 

### Corolarios
La navaja de Hanlon tiene un corolario, a veces llamado "ley de Grey", según el cual, en grado suficiente, la estupidez (o incompetencia) es indistinguible de la malicia, y cuya formulación evoca jocosamente la tercera ley de Clarke: "Cualquier tecnología suficientemente avanzada es indistinguible de la magia".
El autor estadounidense Douglas Hubbard, creyendo que en ausencia de un " coordinación central “ los individuos actúan por interés propio y pueden llegar a resultados que pueden "tener la apariencia de una conspiración o una epidemia de ignorancia“, propuso otro corolario "más a la izquierda": "Nunca atribuyas a la malicia o estupidez lo que puede ser explicado por individuos moderadamente racionales que reaccionan a indicaciones en un sistema complejo de interacciones.".

### Otros enfoques
Otros enfoques diferentes  permiten completar o calificar la navaja de Hanlon, o incluso problematizar la oposición entre malevolencia y estupidez como un falso dilema.

#### Sesgo de atribución

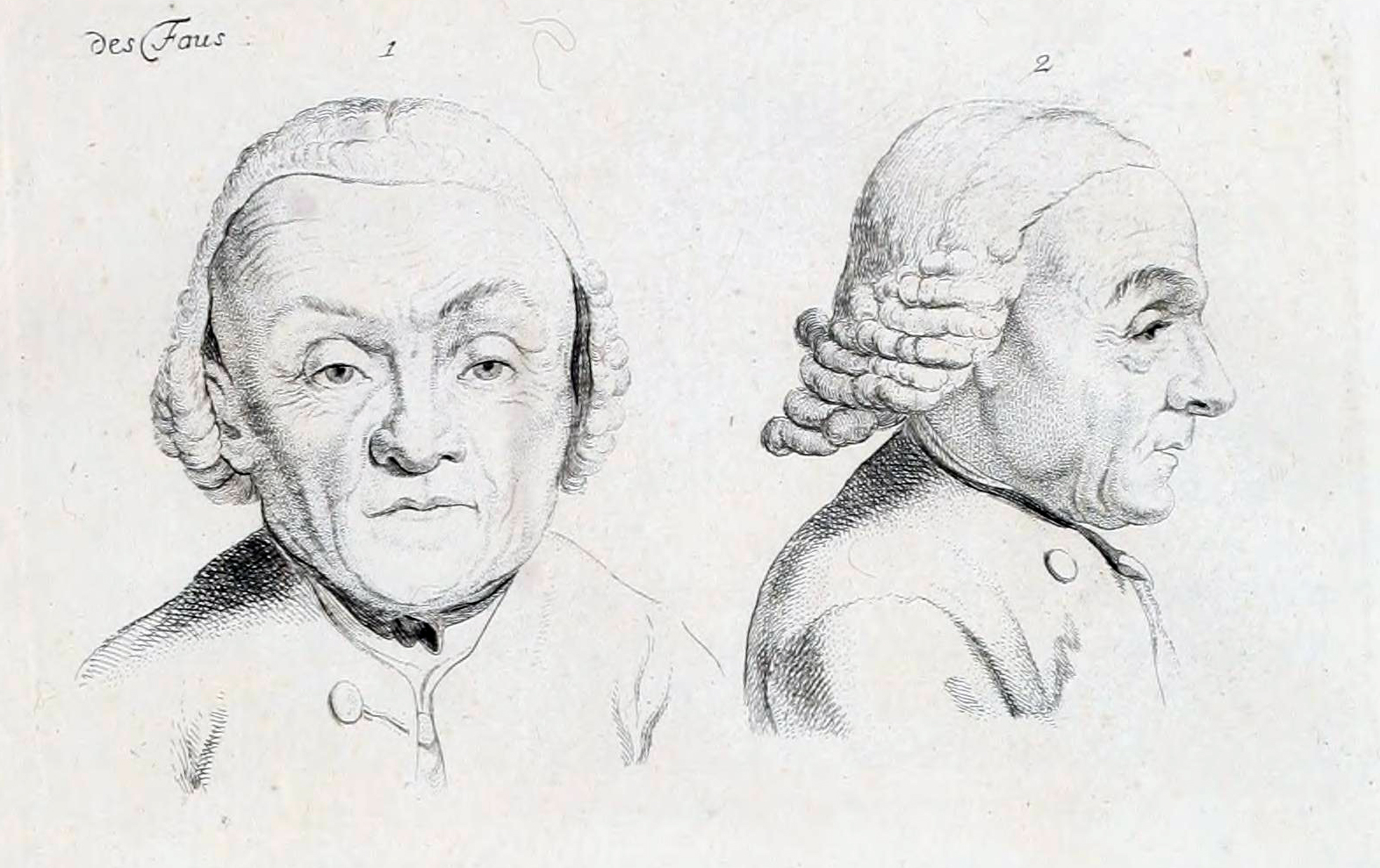
Ensayo sobre la fisonomía, detalle de una lámina titulada "Locos". Para Johann Kaspar Lavater, la fisonomía es una forma segura de reconocer la estupidez.

El hecho de otorgar una importancia privilegiada a un esquema explicativo puede ser el resultado de un sesgo cognitivo. Así, tres sesgos pueden operar en la alternativa entre la atribución del comportamiento de un individuo a la malevolencia o la estupidez, la incompetencia o la ignorancia:
- la existencia de la navaja de Hanlon puede conducir a su uso. Este sesgo ha sido descrito como el "martillo de Maslow", en referencia a un aforismo de Abraham Maslow, según el cual "todo parece un clavo para los que solo tienen un martillo" [94]
- la tendencia a interpretar la conducta de otra persona, por ambigua o benigna que sea, como expresión de una intención hostil puede deberse a un sesgo de atribución hostil[95][96]
- el hecho de privilegiar en la interpretación de un comportamiento las características de una persona, ya se trate de su carácter, de sus facultades o de sus intenciones, en detrimento de las de la situación, puede proceder de un sesgo a veces denominado error fundamental de atribución.[97]

#### Principio de caridad
La relevancia de la navaja de Hanlon es en parte cuestionada por el principio de caridad, un principio de "benevolencia interpretativa"  que consiste en atribuir a las declaraciones de los demás un máximo de racionalidad. Este principio fue desarrollado principalmente por dos lógicos estadounidenses, Willard Quine y Donald Davidson. El primero, en el marco de una reflexión sobre el problema de la traducción, considera que es "probable que las afirmaciones que son manifiestamente falsas a primera vista pongan en juego diferencias ocultas en el lenguaje, y especifica: "la estupidez del interlocutor, más allá de cierto punto, es menos probable que una mala traducción". El segundo amplió el principio al sostener que "damos el máximo significado a las palabras y pensamientos de los demás al interpretarlos de una manera que maximiza el acuerdo". Para Davidson, como aclara Pascal Engel, esto significa que el principio de la caridad debe entenderse no "como un principio de maximizar el acuerdo, sino como un principio de optimizar la comprensión". Según Isabelle Delpla, el principio de caridad se presta a una doble lectura: "En cuanto la estupidez extrema se convierte en absurda, es una exigencia epistémica, la interpretación encaminada a dar sentido, a hacer inteligibles otros. Además, asumir la estupidez de los demás es una actitud de superioridad condescendiente que debe ser desterrada de acuerdo con una exigencia ética de respeto y equidad que nos obliga a considerar a los demás como nuestros semejantes, entendiendo por estupidez o imbecilidad el sentido general de inferioridad o debilidad mental. ". Mihnea Moldoveanu y Ellen Langer ampliaron la aplicación de este principio para considerar que no se puede calificar de estúpido un comportamiento inapropiado para el que se puede encontrar una justificación plausible. Roy Sorensen advierte, sin embargo, que la aplicación del principio de caridad puede conducir, al descartar una explicación en términos de estupidez, a favorecer la hipótesis de falta de sinceridad.

#### Efectos perversos

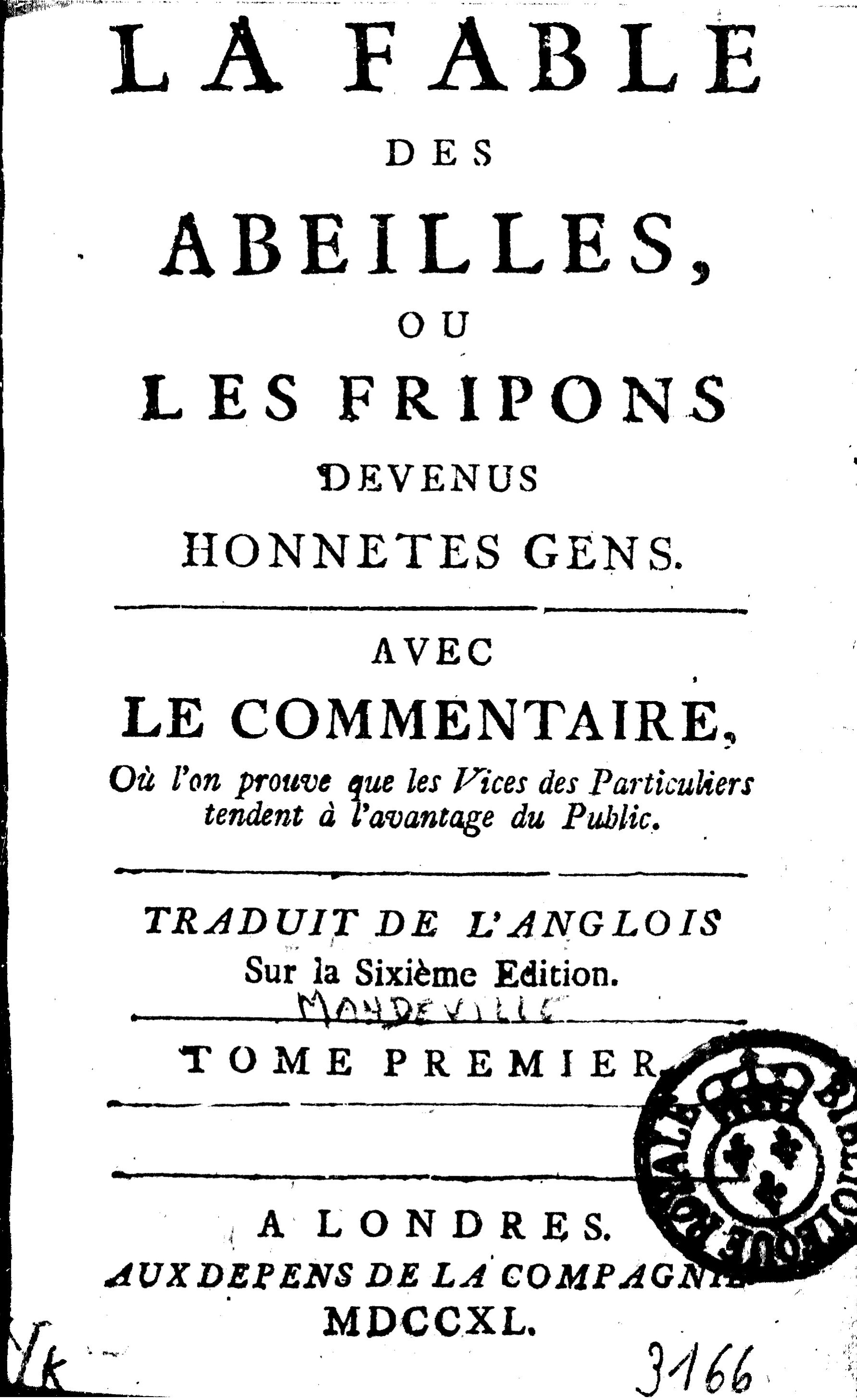
Según Bernard Mandeville, autor de La fábula de las abejas (publicada por primera vez en 1705), "los vicios privados hacen el bien público".

Varios estudios en ciencias sociales se centran en las consecuencias no deseadas de las acciones, sin embargo, sin reducir el modelo explicativo a la alternativa de la malevolencia o la estupidez. El problema del efecto perverso ha sido estudiado en particular por el sociólogo estadounidense Robert K. Merton. En un artículo de 1936, desarrolló el concepto de "Consecuencias no deseadas de las acciones sociales intencionales." (unanticipated consequences of purposive social actions), , centrándose exclusivamente en las consecuencias "imprevistas" de la acción "teleológica", es decir, la conducta a diferencia del comportamiento, es decir, la acción motivada resultante de una elección entre varias opciones, dejando de lado deliberadamente cualquier consideración de los motivos mismos y absteniéndose incluso de conjeturar que tal conducta tiene siempre un fin explícito. También advierte a su lector contra la "atribución causal" post facto, sobre la que más tarde desarrollará el concepto de profecía autocumplida. Después de recordar la importancia de los dos factores evidentes de la ignorancia y el error, subraya otros tres:
- "inmediatez apremiante del interés propio", es decir, la prioridad que se da al beneficio personal inmediato sobre los objetivos a más largo plazo, por ejemplo, el enriquecimiento individual, sobre el que Merton recuerda que, según Adam Smith, es la mano invisible y no el agente mismo lo que asegura que la búsqueda de este fin contribuye al bien común.
- los "valores básicos" del agente. Merton señala "la paradoja fundamental de la acción social, que la 'realización' de los valores puede conducir a una renuncia a ellos" [115], ejemplifica el análisis de Max Weber en La ética protestante y el espíritu del capitalismo sobre el hecho de que el ascetismo protestante conduce a su propia negación y vuelve a la expresión del Fausto de Goethe para calificar estos valores como “una fuerza que eternamente quiere el bien y que eternamente hace el mal”.
- la noción de profecía autodestructiva, es decir, el miedo a ciertas consecuencias que lleva a frustrarlas antes de que surja el problema previsto. Merton pone como ejemplo el hecho de que las tesis de Karl Marx sobre el aumento de la concentración de la riqueza y el empobrecimiento creciente de las masas llevaron al desarrollo de organizaciones obreras que luchaban contra las consecuencias previstas.